# Cortodera umbripennis
Cortodera umbripennis är en skalbaggsart som beskrevs av Edmund Reitter 1890. Cortodera umbripennis ingår i släktet Cortodera och familjen långhorningar.
Artens utbredningsområde är Iran. Inga underarter finns listade i Catalogue of Life.